# Astronomy and Astrophysics Review
Astronomy and Astrophysics Review is een internationaal, aan collegiale toetsing onderworpen wetenschappelijk tijdschrift op het gebied van de astronomie.
Het wordt uitgegeven door Springer Science+Business Media en verschijnt 4 keer per jaar.
Het eerste nummer verscheen in 1989.